# Благодатное (Кетрисановская сельская община)
Благодатное (укр. Благодатне, до 2016 г. — Куйбышево) — село в Кетрисановской сельской общине Кропивницкого района Кировоградской области Украины.
До 2020 года входило в Бобринецкий район
Население по переписи 2001 года составляло 712 человек. Почтовый индекс — 27222. Телефонный код — 5257. Занимает площадь 1,125 км². Код КОАТУУ — 3520884201.